# Antonio Calì
Antonio Calì (Catania, 17 novembre 1788 – Napoli, 3 marzo 1866) è stato uno scultore e pittore italiano operante all'inizio del XIX secolo.

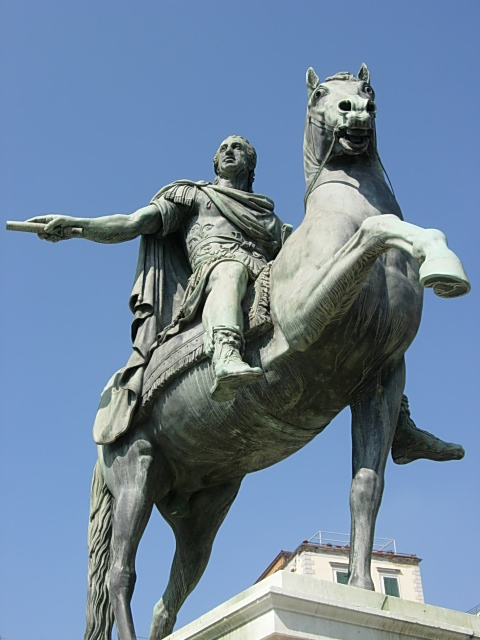
Monumento a Ferdinando I

Dapprima frequenta e conclude gli studi all'Accademia di belle arti di Napoli, dov'è allievo del padre, in seguito ottiene un pensionato reale di soggiorno a Roma, dove prosegue la sua formazione con Bertel Thorvaldsen e Antonio Canova.
Nel 1822 muore Canova e, dopo un concorso, a Calì è affidato il compito di terminarne il capolavoro in bronzo che aveva in lavorazione: un monumento equestre a Ferdinando I di Borbone che oggi è collocato in Piazza del Plebiscito a Napoli. Nella stessa piazza si trova un'altra statua equestre, opera del Canova, dedicata a Carlo III di Borbone.
Lo stesso Ferdinando I di Borbone è anche in un'altra opera di Calì: un ritratto in terracotta conservato al Museo Filangieri. I cataloghi del museo lo classificano come una collaborazione fra l'artista napoletano e il Canova, ma uno studio più recente, reso noto alla mostra Civiltà dell'Ottocento, restringe la paternità al solo Calì.
Lo scultore catanese si rifà alle opere del Canova anche nella statua di Ferdinando II di Borbone, scolpita nel 1853 e conservata a Palazzo Biscari, a Catania. Il ritratto è però privo della testa, tagliata dai garibaldini al momento dell'invasione della Sicilia e mai più ritrovata. Anche il fratello minore Gennaro fu scultore e fu maestro di Salvatore Grita